# Артюхівський заказник
Артюхівський — гідрологічний заказник місцевого значення в Україні. Розташований у межах Кролевецького району Сумської області, біля села Артюхове. 

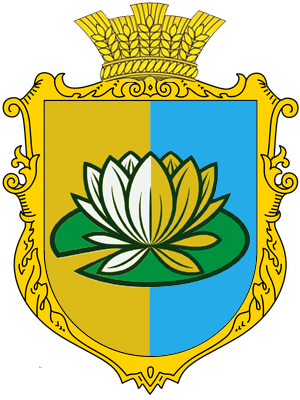
Латаття на гербі села Артюхове

Площею 51,7 га. Заснований у 2008 році. 
Заказник створений з метою збереження в природному стані заплави річки Реть з її численними старицями, болотними та лучними масивами, що є регулятором водного режиму річки і рівня ґрунтових вод прилеглих територій. Є місцем зростання рослинних угруповань, занесених до Зеленої книги (латаття білого та глечиків жовтих), місцем мешкання тварин, занесених до Червоної книги України (горностай), занесених до вропейського червоного списку (деркач), Бернської конвенції (синьошийка, річкова кобилочка, соловейко східний, вівсянка звичайна  та ін.)